# Rajat Gupta
Rajat Gupta (né le 2 décembre 1948 à Calcutta) est un homme d'affaires américain, PDG du cabinet de consultant McKinsey & Co. de 1994 à 2003, firme qu'il avait rejoint dès 1973, après un diplôme de la Harvard Business School et qu'il conseilla de 2005 à 2007. Reconnu coupable de délits d'initié en 2012, il était également participant de multiples conseils d'administration ainsi que de diverses activités philanthropiques, par exemple pour la Fondation Bill-et-Melinda-Gates ou avec les Nations unies.

## Délits d'initié
Avec Anil Kumar (en), collègue de McKinsey avec qui il cofonda l'Indian School of Business (en) en Inde, et Raj Rajaratnam, le PDG du fonds spéculatif Galleon Group, il a été mis en cause dans l'affaire Galleon Group (en) pour délit d'initié et déclaré coupable à l'unanimité par le jury en juillet 2012, risquant 25 ans de prison.
Membre de divers conseils d'administration, dont ceux de Goldman Sachs, Procter & Gamble, American Airlines et AMR Corporation, Harman International, Genpact Ltd. et Sberbank, secrétaire de Galleon International, et conseiller de diverses institutions dont le Qatar Financial Centre (en), il a été déclaré coupable, par exemple, d'avoir informé Raj Rajaratnam en septembre 2008 que Warren Buffett allait investir 5 milliards de dollars chez Goldman Sach, juste après la réunion d'administrateurs. Ceci avait permis à Rajaratnam d'investir massivement dans Goldman Sachs juste avant l'opération de Warren Buffett, empochant une plus-value de 900 000 dollars lorsque l'investissement de Buffett fit monter les cours de la banque,. Rajaratnam est le principal bénéficiaire des délits de Rajat Gupta, et a été condamné à 11 ans de prison en 2011. En tout, les délits d'initiés de Rajat Gupta auraient permis d'obtenir de façon illégale plus de 18 millions de dollars.